# Экипаж в Вену
«Экипаж в Вену» (чеш. Kočár do Vídně) — чехословацкий чёрно-белый художественный фильм, военная драма 1966 года.

## Сюжет
В конце Второй мировой войны за небольшое преступление нацисты повесили мужа Кристы. Она ненавидит немецких солдат и хочет отомстить. Поэтому когда два дезертира-австрийца потребовали, чтобы она подвезла их в нужное место, Криста собралась их убить. Однако же позднее она изменила свои планы.

## В ролях
- Ива Янжурова — Криста
- Яромир Ганзлик — солдат Ганс (озвучивал Клаус-Петер Тиле)[2]
- Людек Мунзар — раненый солдат Гюнтер (озвучивал  Ульрих Тайн)[2]